# Svartöfjärden, Kyrkslätt
Svartöfjärden är en fjärd i Finland. Den ligger i landskapet Nyland, i den södra delen av landet, 30 km sydväst om huvudstaden Helsingfors.